# Los Álamos II
Los Álamos II är en ort i Mexiko, tillhörande kommunen Melchor Ocampo i delstaten Mexiko. Los Álamos II ligger i den centrala delen av landet och tillhör Mexico Citys storstadsområde. Orten hade 920 invånare vid folkmätningen 2010. 2020 hade antalet invånare ökat till 1 473.